# Neohebestola
Neohebestola is een kevergeslacht uit de familie van de boktorren (Cerambycidae). De wetenschappelijke naam van het geslacht werd voor het eerst geldig gepubliceerd in 1977 door Marinoni.

## Soorten
Neohebestola omvat de volgende soorten:
- Neohebestola apicalis (Fairmaire & Germain, 1859)
- Neohebestola brasiliensis (Fontes & Martins, 1977)
- Neohebestola concolor (Fabricius, 1798)
- Neohebestola humeralis (Blanchard, 1851)
- Neohebestola luchopegnai Martins & Galileo, 1989
- Neohebestola parvula (Blanchard, 1851)
- Neohebestola petrosa (Blanchard, 1851)
- Neohebestola vitticollis (Blanchard, 1851)